# María José Moreno Triviño
María José Moreno Triviño (Málaga, 11 de julio de 1978), más conocida como Pepa Moreno, es una exjugadora de balonmano y balonmano playa y actual presidenta del Club Balonmano Femenino Málaga Costa del Sol que juega en la máxima categoría del balonmano femenino español. 

## Trayectoria

### Como Jugadora
Empezó a jugar al balonmano en el Colegio Sagrada Familia del distrito de Ciudad Jardín de Málaga. Jugó una temporada en Puertosol y, de ahí, fue una de las primeras jugadoras del Málaga Costa del Sol, club con el que jugó toda su vida excepto un año en el Zuazo. Debutó en la máxima competición nacional en la temporada 1999/2000. Tras tres fases de ascenso consecutivas consiguió llegar a División de Honor en 2014, retirándose en la 2016/17.

#### Balonmano playa
Sus mayores éxitos han sido jugando al balonmano playa, con la medalla de plata en el Campeonato del Mundo de Cádiz 2008 y, a nivel de clubes, campeona de Europa en 2016, además de 6 campeonatos de España (4 oficiales y 2 no oficiales) y una Copa de España
Con la selección española ha jugado el Campeonato del Mundo (Cádiz 2008, Antalya 2010), Campeonato de Europa (Misano 2007, Larvik 2009, Croacia 2011)
Como delegada o segunda entrenadora junto a Diego Carrasco, ha conseguido dos medallas de plata y una de bronce en el Campeonato de Europa juvenil.

### Como directiva
Pepa Moreno llegó al cargo de presidenta de su club de toda la vida, relevando a Carmen Morales en la 2015/16 estando unos años compaginando su papel como presidenta y como jugadora. Bajo su mandato se han logrado los máximos éxitos del equipo: 1 liga, 2 Copas de la Reina, 1 Supercopa y 1 EHF European Cup.
Entró a formar parte del COE en 2022 como integrante de la Comisión de Mujer e Igualdad de Género y es embajadora de balonmano playa de la Federación Española.

## Galardones
- Premio Abdallah Ben Barek, por su labor al frente del club malagueño (Málaga CF, 2021)[18]
- Premio a los Valores del Deporte, por su defensa de valores como la solidaridad, juego limpio, o la igualdad de oportunidades (Canal Sur, 2016)[19]
- Cien malagueñas influyentes (Diario Sur, 2023)[20]
- Mejor jugadora en el Europeo de Portugal 2010[21]
- Mejor jugadora de España 2012[21]